# Arnau Guillem de Bellera
Arnau Guillem de Bellera (Pallars, España-Morvedre, España, 1412) fue un noble y militar catalán.
En 1396 defendió el Valle de Arán contra las tropas invasoras de Mateo I de Foix. Fue veguer de Barcelona y del Valle del 1399 al 1405, y lugarteniente real en Cervera en 1406. En 1409 fue nombrado gobernador de Valencia con la misión de pacificar las bandosidades del reino.
A la muerte de Martín I de Aragón, durante el Interregno (1410-1412) tomó partido por la causa de Jaime II de Urgel, sostenido por la ciudad de Valencia y el bando de los Vilaragut contra el bando de los Centelles. Para lograr imponer la candidatura del conde de Urgel, llevó a cabo unas políticas autoritarias que llevaron a la abierta sublevación de diversas villas de Valencia, por contravenir en muchas ocasiones los fueros y libertades del reino. Ante la división y la no adhesión del Reino de Valencia a la Concordia de Alcañiz, se decidió a atacar a sus enemigos en Morella, y antes de la llegada de los refuerzos gascones, dirigidos Ramón de Perellós, enviados por el conde de Urgell, decidió presentar batalla en Morvedre (la actual Sagunto) el 27 de febrero de 1412 contra las fuerzas castellanas, valencianas (del bando de los Centelles o "los de fuera") y aragonesas de Fernando I de Aragón dirigidas por Diego Gómez de Sandoval. Fue derrotado y muerto en la batalla de Morvedre, y los vencedores forzaron a su hijo a pasear la cabeza de su padre, clavado en una pica, entre sus filas.
La derrota de Morvedre y la muerte de Bellera fueron decisivas para la resolución de la sucesión contra la candidatura de Jaime II, ya que acabaron con el urgelismo en el reino valenciano.